# Петербург (фильм)
«Петербург» — российский мультипликационный фильм 2003 года с использованием кадров из художественных фильмов, созданный в уникальной технике живописи на стекле.

## Сюжет
«Петербург» повествует об анимационном путешествии героя в кинематографическом пространстве старых фильмов, о наводнении образами, маскараде, метели, о стражах города, о проекциях, которые отражают подчас трагические события. Компьютерщик Алексей попадает не в реальное прошлое Петербурга, а входит буквально в пространство старых фильмов и вступает в контакт с его героями. Желание героя обрести себя (своё время) заново через прошлое, рисование во время съёмки, изменяющее и по-иному трактующее смысл известных эпизодов, диалог с уже запечатлёнными кадрами становится сюжетным ходом и смыслом картины.

## Съёмочная группа
- Режиссёр: Ирина Евтеева
- Продюсеры: Виктор Сергеев, Андрей Зерцалов
- Сценаристы: Ирина Евтеева, Андрей Черных, Юрий Кравцов
- Композитор: Геннадий Банщиков
- Оператор-постановщик: Генрих Маранджян
- Художник-постановщик: Ирина Евтеева, Виктор Желобинский
- Звукооператор: Леонид Гавриченко
- В ролях: Светлана Свирко, Александр Чередник, Семён Стругачёв, Георгий Траугот, Саша Белолипов, Федя Ларионов, а также персонажи кинофильмов: «С. В. Д.», «Петр Первый», «Маскарад», «Пиковая дама», «Шинель» и др.
- Кинокомпания: ОАО «Киностудия „Ленфильм“», Студия ПиЭФ, Госфильмофонд России

## Награды и номинации
- 2003 — Приз зрительских симпатий по итогам интернет-голосования на XXV Московском международном кинофестивале (Ирина Евтеева)[2].
- 2004 — Номинация на национальную кинопремию «Ника» в категории «Лучший анимационный фильм» (Ирина Евтеева)[3].
- 2004 — Два специальных приза российского кинофестиваля «Литература и кино» (Ирина Евтеева, Виктор Сергеев).
- 2005 — Специальный приз МКФ «Золотой витязь» (Ирина Евтеева)[4].